# Alexandr Hořejší
Alexandr Hořejší (* 26. Februar 1901; † 30. Oktober 1970) war ein tschechischer Dichter und Übersetzer, der auch das Pseudonym Jan Alda benutzte.

## Werke

### Kammerlyrik
- Od noci k ránu
- Žalář smíchu
- Na promenádě – 1926

### Kinderbücher
- Sůl nad zlato
- Věrní přátelé
- Jak stařeček měnil až vyměnil